# Ruth Kommerell
Ruth Kommerell (* 9. Mai 1923 in Stuttgart; † 1. September 1986 in Ost-Berlin) war eine deutsche Film- und Theaterschauspielerin.

## Leben
Ruth Kommerell war das vierte Kind des Stuttgarter Arztes für innere Medizin Ernst Kommerell (* 1885) und dessen katholischer Frau, Blanche geb. Forster (* 1884), einer Tochter des Wiener Rittmeisters Alfred Forster und Josefine Michaela Maria de las Mercedes Gonzales de Larrinaga.
Nachdem sie ihren Schauspielunterricht bei Emmy Remolt-Jessen in Stuttgart beendet hatte, debütierte sie 1941 als Schauspielerin am Städtischen Theater in Heilbronn.
Bis 1944 war sie in Heilbronn engagiert, von 1945 bis 1947 wirkte sie in Tübingen, von 1947 bis 1948 in Bielefeld, von 1948 bis 1952 in Halle/Saale und ab 1952 in Berlin am Maxim-Gorki-Theater, wo sie bis 1957 spielte. Danach arbeitete sie freischaffend für Bühne und Funk, vor allem aber für die DEFA und den DFF, beispielsweise für das Fernsehtheater Moritzburg. Sie spielte unzählige Nebenrollen, aber auch tragende Filmrollen wie in diversen Märchenverfilmungen gegen Ende ihrer Karriere.
Ihre Tochter Blanche Kommerell ist Schauspielerin und Autorin. Ihr Sohn Matthias Baxmann ist Hörspiel- und Featureautor.

## Filmografie (Auswahl)
- 1955: Ernst Thälmann – Führer seiner Klasse
- 1958: Meine Frau macht Musik
- 1958: Weimarer Pitaval: Der Fall Saffran (Fernsehreihe)
- 1960: Blaulicht: Die Butterhexe (Fernsehreihe)
- 1961: Gewissen in Aufruhr (Fernsehfilm)
- 1961: Fünf Tage – Fünf Nächte
- 1962: Die aus der 12b
- 1962: Freispruch mangels Beweises
- 1962: Tanz am Sonnabend – Mord?
- 1962: Blaulicht: Das Gitter (Fernsehserie)
- 1963: Tote reden nicht (Fernseh-Zweiteiler)
- 1963: Julia lebt
- 1963: Blaulicht: Heißes Geld (Fernsehserie)
- 1965: Das Kaninchen bin ich
- 1966: Die Söhne der großen Bärin
- 1966: Jahrgang 45
- 1966: Die Hochzeit von Länneken
- 1967: Der Revolver des Corporals
- 1968: Der Staatsanwalt hat das Wort: Automarder (Fernsehreihe)
- 1969: Das siebente Jahr
- 1969: Mohr und die Raben von London
- 1969: Im Himmel ist doch Jahrmarkt
- 1970: He, Du!
- 1970: Junge Frau von 1914 (Fernsehfilm)
- 1970: Mein lieber Robinson
- 1970: Der Mörder sitzt im Wembley-Stadion (Fernseh-Zweiteiler)
- 1971: Die Verschworenen (Fernsehfilm)
- 1972: Der Dritte
- 1972: Es ist eine alte Geschichte
- 1972: Euch werd ich’s zeigen
- 1973: Rotfuchs (Fernsehfilm)
- 1973: Die sieben Affären der Doña Juanita (vierteiliger Fernsehfilm)
- 1974: Leben mit Uwe
- 1974: … verdammt, ich bin erwachsen
- 1974: Orpheus in der Unterwelt
- 1974: Der Untergang der Emma
- 1974: Visa für Ocantros
- 1974: Das Wunschkind
- 1974: Zum Beispiel Josef
- 1975: Schwester Agnes (Fernsehfilm)
- 1975: Steckbrief eines Unerwünschten (Fernsehfilm)
- 1975: Die schwarze Mühle (Fernsehfilm)
- 1976: Polizeiruf 110: Schwarze Ladung (Fernsehreihe)
- 1976: Philipp, der Kleine
- 1977: Das Versteck
- 1977: Der Hasenhüter (Fernsehfilm)
- 1978: Der Meisterdieb
- 1978: Gefährliche Fahndung (Fernsehserie)
- 1978: Einer muß die Leiche sein
- 1978: Achillesferse
- 1978: Fleur Lafontaine (Fernsehfilm)
- 1978: Polizeiruf 110: In Maske und Kostüm
- 1978: Jugendweihe (Fernsehfilm)
- 1978: Ein Zimmer mit Ausblick (Fernsehserie)
- 1978: Kur-Schatten (Fernsehtheater Moritzburg)
- 1979: Polizeiruf 110: Die letzte Fahrt
- 1980: Meines Vaters Straßenbahn (zweiteiliger Fernsehfilm)
- 1980: Aber Doktor (Fernsehfilm)
- 1980: Unser Mann ist König (Fernsehserie)
- 1981: Verbindlich reserviert (Fernsehtheater Moritzburg)
- 1981: Die Stunde der Töchter
- 1981: Wäre die Erde nicht rund
- 1981: Geschichten übern Gartenzaun Folge 7: Die Leistungsschau
- 1983: Martin Luther (Fernsehfilm)
- 1983: Fariaho
- 1983: Insel der Schwäne
- 1984: Bockshorn
- 1983: Polizeiruf 110: Schnelles Geld
- 1983: Isabel auf der Treppe
- 1983: Moritz in der Litfaßsäule
- 1984: Kaskade rückwärts
- 1985: Die Gänse von Bützow
- 1986: Das Schulgespenst
- 1986: Weihnachtsgeschichten (Fernsehfilm)
- 1986: Treffpunkt Flughafen
- 1987: Der Schwur von Rabenhorst

## Synchronarbeit
- Karen Berg in Oh, diese Mieter (ab Folge 41) als Dagmar Hammerstedt.[2]
- Sabira Kumuschalijewa in Der weiße Dampfer als Großmutter Karys
- Hexe BabaJaga in Abenteuer im Zauberwald

## Theater
- 1951: Victor Clement: Die Marseillaise (Arlette Duval) – Regie: ? (Landestheater Halle (Saale))
- 1952: Miroslav Stehlik nach A. S. Makarenkow: Der Weg ins Leben (Erzieherin) – Regie: Werner Schulz-Wittan/Achim Hübner (Maxim-Gorki-Theater Berlin)
- 1953: Julius Hay: Energie (Barbara Hilton) – Regie: Otto Lang (Maxim-Gorki-Theater Berlin)
- 1953: Anatolij Surow: Das grüne Signal (Sofia Romanowna) – Regie: Maxim Vallentin (Maxim-Gorki-Theater Berlin)
- 1954: Maxim Gorki: Dostigajew und andere (Tschugunowa) – Regie: Maxim Vallentin (Maxim-Gorki-Theater Berlin)
- 1955: Alexander Ostrowski: Der schöne Mann (Susanna) – Regie: Hans-Robert Bortfeldt (Maxim-Gorki-Theater Berlin)
- 1955: Friedrich Schiller: Die Räuber (Amalia) – Regie: Maxim Vallentin (Maxim-Gorki-Theater Berlin)
- 1956: Oleksandr Kornijtschuk: Vertrauen – Regie: Maxim Vallentin (Maxim-Gorki-Theater Berlin)
- 1956: Tirso de Molina: Die Rivalin ihrer selbst – Regie: Gerhard Winterlich (Maxim-Gorki-Theater Berlin)
- 1957: Georg Kaiser: David und Goliath (Kaufmannsfrau Ottilie) – Regie: Gerhard Klingenberg (Maxim-Gorki-Theater Berlin)

## Hörspiele (Auswahl)
- 1953: Herbert Torbeck/Manda Torbeck: Die letzte Meldung (Lucie Vorin) – Regie: Wolfgang Schonendorf (Hörspiel – Berliner Rundfunk)
- 1958: Edith Mikeleitis: Georg Forster in Mainz (Marie, Simons Frau) – Regie: Richard Hilgert (Original-Hörspiel – Rundfunk der DDR)
- 1959: Rolf H. Czayka: Der Wolf von Benedetto – Regie: Wolfgang Brunecker (Hörspiel – Rundfunk der DDR)
- 1961: Karl-Heinrich Bonn: Nächtlicher Besuch (Fräulein Berk) – Regie: Helmut Hellstorff (Hörspiel – Rundfunk der DDR)
- 1963: Manfred Bieler: Nachtwache – Regie: Helmut Hellstorff (Rundfunk der DDR)
- 1963: Hasso Laudon: Wie Anette ihre Schulmappe suchte (Erzählerin) – Regie: Flora Hoffmann (Kinderhörspiel – Rundfunk der DDR)
- 1963: Gerhard Rentzsch: Die Geschichte eines Mantels – Regie: Edgar Kaufmann (Hörspiel – Rundfunk der DDR)
- 1965: Ján Solovič: In fünf Minuten ist Mitternacht (Frau Bien) – Regie: Helmut Hellstorff (Hörspiel – Rundfunk der DDR)
- 1966: Bertolt Brecht: Das Verhör des Lukullus – Regie: Kurt Veth (Rundfunk der DDR)
- 1967: Joachim Goll: Bankivahühner – Regie: Werner Grunow (Hörspiel-Schwank – Rundfunk der DDR)
- 1968: Peter Brock: Der verwettete Hund  (Frau Sommerlatte) – Regie: Joachim Gürtner (Hörspielreihe: Neumann, zweimal klingeln – Rundfunk der DDR)
- 1968: Ilja Konstantinowski: Verjährungsfrist (Therese Szdelowsky) – Regie: Helmut Molegg (Hörspiel – Rundfunk der DDR)
- 1969: Will Lipatow: Der Dorfdetektiv (Glafira Aneskina) – Regie: Werner Grunow (Hörspiel – Rundfunk der DDR)
- 1970: Stephan Hermlin: Scardanelli – Regie: Fritz Göhler (Hörspiel – Rundfunk der DDR)
- 1971: Boris Djacenko: Der Physiker und die Nixe (Ur) – Regie: Werner Grunow (Hörspiel – Rundfunk der DDR)
- 1973: Lia Pirskawetz: Spinnen-Palaver (Alte Frau) – Regie: Barbara Plensat (Hörspiel – Rundfunk der DDR)
- 1973: Gisela Richter-Rostalski: Denkt lieber an Ewald (Erna) – Regie: Manfred Täubert (Kinderhörspiel – Rundfunk der DDR)
- 1974: Alexander Wolkow: Der Zauberer der Smaragdenstadt (Bastinda) – Regie: Maritta Hübner (Kinderhörspiel – Rundfunk der DDR)
- 1976: Hans Skirecki: Hinter Wittenberge (Hexe) – Regie: Barbara Plensat (Hörspiel – Rundfunk der DDR)
- 1976: Mark Twain: Die Abenteuer des Huckleberry Finn (Witwe Douglas) – Regie: Theodor Popp (Kinderhörspiel – Litera)
- 1976: Rudolf Bartsch: Der geschenkte Mörder (Frau Loll) – Regie: Fritz-Ernst Fechner (Kriminalhörspiel (Teil 1) – Rundfunk der DDR)
- 1976: Inge Meyer: Rödelstraße 14 (Nachbarin) – Regie. Barbara Plensat (Hörspiel aus der Reihe: Tatbestand, Folge 7 – Rundfunk der DDR)
- 1979: Horst G. Essler: Roboter weinen nicht (Blanka, Roboter) – Regie: Fritz-Ernst Fechner (Kriminalhörspiel – Rundfunk der DDR)
- 1980: Ottomar Lang: Wellermann machts möglich (Fr. Liebert) – Hans Knötzsch (Kriminalhörspiel/Kurzhörspiel – Rundfunk der DDR)
- 1980: Brigitte Hähnel: Freitagnacht (Alte Frau) – Regie: Fritz-Ernst Fechner (Hörspiel – Rundfunk der DDR)
- 1980: Jorge Amado: Der gestreifte Kater und die Schwalbe Sinhá (Eule) – Regie: Manfred Täubert (Kinderhörspiel – Rundfunk der DDR)
- 1980: Joachim Walther: Bewerbung bei Hofe (Hofdame) – Regie:Fritz Göhler (Hörspiel – Rundfunk der DDR)
- 1980: Lia Pirskawetz: Stille Post – Regie: Horst Liepach (Biografie – Rundfunk der DDR)
- 1981: Hans Siebe: Drei Bagnaresi (Alte Frau) – Regie: Horst Liepach (Hörspiel – Rundfunk der DDR)
- 1984: Bertolt Brecht: Furcht und Elend des Dritten Reiches – Regie: Achim Scholz (Hörspiel – Rundfunk der DDR)
- 1985: Kurt Tucholsky: Rheinsberg – Regie: Barbara Plensat (Hörspiel – Rundfunk der DDR)
- 1985: Eugen Eschner: Der Rattenfänger von Hameln – Regie: Norbert Speer (Kinderhörspiel – Rundfunk der DDR)
- 1985: Hans Fallada: Geschichten vom Mäuseken Wackelohr und von der gebesserten Ratte (Taube) – Regie/Bearbeitung: Peter Brasch (Kinderhörspiel – Litera)
- 1986: Călin Gruia: Das Märchen vom König Florin (Marschallin) – Regie: Norbert Speer (Hörspielbearbeitung, Kinderhörspiel – Rundfunk der DDR)
- 1986: Brüder Grimm: Der Krautesel (Alte) – Regie: Karin Lorenz (Kinderhörspiel – Litera)